# Visnapuu
Visnapuu – wieś w Estonii, w prowincji Tartu, w gminie Kambja.